# Рутковский, Владимир Иванович
Владимир Иванович Рутковский (20 марта 1902, Юрбаркас — 9 августа 1982, Ленинград) — советский морской офицер, контр-адмирал (1944). Участник Гражданской и Великой Отечественной войны. Командир Керченской военно-морской базы. Преподаватель ВМА им. Ворошилова. Кандидат военно-морских наук (1948). Доцент (1950).

## Биография
Родился 20 марта 1902 года в местечке Юрбург, ныне Юрбаркас, Каунасский район Республика Литва. Русский.
В РККФ с 1918 года. Участник Гражданской войны, красноармеец 1-го морского отряда в Петрограде (декабрь 1917 — май 1920), рулевой военного транспорта «Ангара» (май — сентябрь 1920). Курсантом училища принимал участие в подавлении Кронштадского мятежа в марте 1921 года. Закончил ВМУ (1924).
Помощник вахтенного начальника (июнь — октябрь 1924), вахтенный начальник (октябрь 1924 — апрель 1925). Член ВКП(б) с 1925 года. Помощник командира (апрель 1925 — октябрь 1926) крейсера «Коминтерн». Старший вахтенный начальник крейсера «Червона Украина» (октябрь 1926 — август 1927). Закончил военно-морской факультет ВМА (1930).
Помощник начальника, начальник сектора Оперативного Управления штаба РККА (апрель 1930 — сентябрь 1934). Начальник штаба Отряда учебных кораблей КБФ (сентябрь 1934 — февраль 1937), командир ЭМ «Энгельс» (февраль 1937 — апрель 1938). Преподаватель ВМУ им. Фрунзе (апрель 1938 — август 1939). Ассистент по кафедре стратегии и оперативного искусства (август — ноябрь 1939), исполняющий должность доцента кафедры оперативного искусства (ноябрь 1939 — июль 1941) командного факультета ВМА им. Ворошилова.
Участник Великой Отечественной войны. Начальник оперативного отдела штаба Морской обороны Ленинграда и Озерного района, начальник морской группы при ГК войсками Северо-Западного направления, начальник морского отдела при штабе Ленинградского фронта (июль — декабрь 1941), координировал действия сил флота с войсками Ленинградского фронта.
Представитель Наркомата ВМФ при командующем войсками Крымского фронта в декабре 1941 — мае 1942 года. Начальник морской группы при заместителе командующего войсками Северо-Кавказского фронта в май 1942 — апреле 1943 года. Командир Керченской ВМБ (апрель 1943 — июль 1944), начальник гарнизона Анапы. Руководил десантной операцией на косе Тузла (октябрь 1943), участник Керченско-Эльтигенской десантной операции (ноябрь 1943).
Исполняющий должность начальника кафедры (сентябрь 1944 — сентябрь 1945). Контр-адмирал (5 ноября 1944). Начальник кафедр боевого управления и штабной службы (сентябрь 1945 — июнь 1951), оперативно-боевой подготовки (июнь 1951 — октябрь 1957), организационно-оперативной и боевой подготовки (октябрь 1957 — декабрь 1959) ВМА им. Ворошилова.
В запасе с декабря 1959 года. Умер 9 августа 1982 года. Похоронен на Серафимовском кладбище в Санкт-Петербурге.

## Награды[1]
- юбилейная медаль «XX лет Рабоче-Крестьянской Красной Армии» (1938)
- орден Красной Звезды (21.07.1942),
- медаль «За оборону Севастополя» (1942),
- орден Отечественной войны 2-й степени (11.02.1943),
- орден Красного Знамени (03.11.1944),
- медаль «За оборону Ленинграда» (1944),
- медаль «За оборону Кавказа» (1944),
- орден Ленина (21.02.1945)
- медаль «За победу над Германией в Великой Отечественной войне 1941—1945 гг.» (1945)
- орден Красного Знамени (24.06.1948)